# Phorinia breviata
Phorinia breviata är en tvåvingeart som beskrevs av Takuji Tachi och Hiroshi Shima 2006. Phorinia breviata ingår i släktet Phorinia och familjen parasitflugor. Inga underarter finns listade i Catalogue of Life.